# Харківський метрополітен
Ха́рківський метрополіте́н — швидкісна позавулична транспортна система Харкова. Експлуатаційна довжина трьох ліній метрополітену — близько 38,1 км (станом на 2024 рік).
До послуг пасажирів — 30 станцій із трьома підземними пересадковими вузлами в середмісті.
Після відкриття 23 серпня 1975 року харківський став шостим за ліком метрополітеном у СРСР (після московського, ленінградського, київського, тбіліського, бакинського) та другим в Україні.
Власником метрополітену є комунальне підприємство «Харківський метрополітен», створене 2009 року шляхом реорганізації з державного підприємства «Харківський метрополітен».
Компанія працевлаштовує 2 120 робітників (станом на 2012 рік), у його складі діють 2 електродепо (ТЧ-1 «Немишлянське» та ТЧ-2 «Салтівське»).
Головним джерелом фінансових надходжень є основна діяльність — перевезення пасажирів, а крім того непрофільні напрямки: надання в оренду площ та рекламомісць, реклами (монітори на станціях, оформлення станцій) та субвенції і компенсації з міського та державного бюджету.
У радянський час метрополітен мав ім'я Леніна.
З 17 березня 2020, о 20:00, метрополітен був тимчасово закритий на карантин у через пандемію коронавірусу. 25 травня 2020 року метрополітен відновив роботу в повному обсязі.
3 24 лютого по 24 травня 2022 року, у зв'язку з початком повномасштабного російського вторгнення в Україну (з 2022) та активними бойовими діями, рух метрополітену тимчасово не здійснювався, а станції використовувалися, як бомбосховища. З травня 2022 метрополітен працює в штатному режимі.

## Історія

### Передісторія
Після завершення Другої світової війни у Харкові відбувалися масштабні роботи з відновлення міста, в тому числі нове будівництво. Було зведено багато нових житлових масивів, що суттєво збільшило чисельність населення міста. Площа міста перевищила 30 тисяч гектарів, а населення перевищило 1 мільйон у кінці 1962 року. Вже у 1950-ті роки у Харкові діяла велика кількість автобусних маршрутів, розвинені трамвайна та тролейбусна мережі, обладнані новітнім технічним складом, однак все одно зростали значні транспортні проблеми.
Наприкінці 1950-х — початку 1960-х років у місті відбулися великі зміни в розташуванні житлових районів і виробничих зон. Прискорене зростання чисельності населення, його інтенсивна міграція в райони масового житлового будівництва, природне підвищення транспортної рухливості зумовили виникнення серйозних проблем у забезпеченні пасажирських перевезень, проявивши недоліки планування міста, його вулично-дорожньої та транспортної мереж, які склалися історично.
Радіальне планування міста з вузькими непрямолінійними вулицями, забудованими багатоповерховими будинками, сильно пересічений рельєф місцевості з петляючими річками, глибокими ярами, крутими височинами не дозволяли досягти радикального поліпшення перевезень харків'ян звичайними засобами наземного міського транспорту. Зважаючи на нагальну необхідность забезпечити умови для нормального функціонування та розвитку Харкова і його агломерації, було піднято питання про будівництво швидкісного позавуличного транспорту великої продуктивності, який зміг би наблизити в часі житлові райони до місць роботи та до центру міста. Розрахунки, виконані інститутом «Харківпроєкт», показали, що ані швидкісний трамвай, ані монорейкова дорога не в змозі вирішити транспортні проблеми міста, що освоїти наявні та прогнозовані пасажиропотоки за досить високої швидкості сполучення зможе лише метрополітен. Найбільші труднощі для міського транспорту представляло забезпечення перевезень пасажирів за віссю міста «захід-схід», уздовж якої розташовані найбільші промислові підприємства, великі житлові масиви, основні вузли зовнішнього та приміського залізничного та автомобільного сполучення, загальноміський центр.
12 грудня 1962 року на засіданні Верховної Ради СРСР перший секретар Харківського обласного комітету КПУ Микола Соболь виступив з пропозицією:
|                                         | Назріла необхідність будівництва у Харкові метрополітену. Ми просимо підтримати наше прохання та передбачити у 1963 році початок проєктних робіт, а у 1965—1966 роках — початок будівництва першої черги харківського метро. Одночасно просимо у роки підготовки та будівництва метрополітену вагомо більше виділяти Харкову машин для поповнення автобусного, тролейбусного та трамвайного парку. |
| — Перший секретар ХОК КПУ Микола Соболь | |

На початку процес усіляко затягувався, однак було загальне розуміння того, що метрополітен у Харкові потрібно будувати. Найбільш активно цю ідею просував Гриигорій Ващенко, наступник Соболя на посаді першого секретаря. Він поставив це питання перед керівництвом партії та отримав погодження. Невдовзі цю ідею пропагував у харківському палаці культури «Металіст» Рувім Любарський, який надалі став головним інженером техніко-економічного обґрунтування Харківського метрополітену. Його виступи були досить успішними та ідея нового будівництва набула популярності серед містян. Раніше той брав участь у розробці генеральних планів 20 міст СРСР, проєкту планування Харківської області тощо.
Було розглянуто три варіанти нової транспортної системи — монорейкова дорога, швидкісний трамвай та метрополітен. Перший варіант відпав одразу — складне планування міста, вузькі вулички та висотні будинки не давали можливості побудувати монорельс. Виходячи з цього, Держбуд СРСР доручив Харківському філіалу інституту «Гіпроград» (нині «Харківпроєкт») скласти «Міркування про необхідність будівництва метрополітену». Вже 20 березня 1963 року Виконавчий комітет Харківської міської ради погодив надані креслення та напрацювання. Його висновок разом з планами інженерів було спрямовано до ЦК КПУ. Партійне керівництво зацікавилося цією ідеєю та доручило Держбуду УРСР підготувати листи в ЦК КПРС та Раду міністрів СРСР. І вже за дорученням міністрів Держплан СРСР видав пропозицію, однак щодо будівництва швидкісного травмаю у місті.
Харківські інженери та містяни не очікували на такий розвиток подій. Швидкісний трамвай не покрив би зростаючі пасажиропотоки, його швидкість не була би особливо високою, а будівництво потребувало би величезних коштів. Однак напряму заявити про абсурдність цієї ідеї було неможливо, тому міські інженери стали наводити складні аргументи щодо неефективності такої транспортної системи та необхідності побудови саме метро. Далі Держплан УРСР доручив Харківпроєкту та іншим організаціям підготувати техніко-економічну доповідь, що було зроблено. Пізніше до проєкту долучились Інститут комплексних транспортних проблем при Держплані СРСР, Міністерство шляхів сполучення, Держплан СРСР та інші інститути. За результатами цієї роботи Рада Міністрів СРСР 17 грудня 1965 року дала завдання для Міністерства транспортного будівництва розробити у 1966 році план будівництва у Харкові першої черги метрополітену — від вокзалу «Харків-Пасажирський» до Плиткового заводу протяжністю 20 км. Було обрано саме цей напрямок, оскільки набйльші складнощі для міського транспорту створювало перевезення робітників до великих промислових виробництв. Тут же розташовувались залізничний вокзал та декілька автостанцій.

### Проєктування
Контроль над запланованим будівництвом взяли на себе ЦК КПУ та Рада Міністрів УРСР. Постановою від 25 січня 1966 року вони зобов'язали Харківський обласний комітет КПУ та Обласний виконавчий комітет разом з Міністерством транспортного будівництва забезпечити розробку планів будівництва першої черги метрополітену. Генеральний проєктувальником призначили інститут «Метрогіпротранс», головним інженером став Микола Бичков. В проєктуванні майбутньої лінії також взяли участь інші інституції — «Харгіпротранс», «Київметропроєкт», «Харківпроєкт» тощо, загалом близько 30.
Згідно з техніко-економічним обґрунтуванням, яке було виконане інститутом «Харківпроєкт» за участю колективів «Київметропроєкт» та «Харгіпротранс», саме вздовж цього найнапруженішого діаметра міста була намічена траса першої черги Харківського метрополітену (головний інженер ТЕО Харківського метрополітену кандидат технічних наук Р. Е. Любарський, головний інженер проєктного завдання Н. Н. Бичков).
31 грудня 1965 року на засіданні Бюро Харківського міського комітету КПУ та Виконавчого комітету Харківської міської ради було прийняте «Архітектурно-планувальне завдання на майбутнє будівництво у Харкові першої черги метро». Початково планувалося відкрити станції в 13 місцях найбільшого скупчення пасажирів — Південний вокзал, Комунальний ринок, Центр, Харків-Левада, Центральний стадіон, завод імені Малишева, Турбінний завод, завод «Кондиціонер», «Сантехзавод», завод «Південкабель», ХТЗ, «Електроважмаш», Плитковий завод.
Вже на початковому етапі проєктування стали зрозумілими складнощі майбутньої роботи. Спеціалісти Метрогіпротрансу відзначили, що прокласти тунелі неглибокого залягання під історичною будівлею залізничного вокзалу з двома десятками колій магістральної залізниці буде важко, як і під ріками Лопань та Харків, а також під історичним центром міста. Будівля вокзалу «Харків-Пасажирський» розташовувалась на слабких глинах та її збереження не гарантувалося. Також потрібно було знайти майданчик для будівництва електродепо поруч з кінцем першої ділянки пуску. В підсумку вирішили подовжити лінію метрополітену в бік Холодної Гори та зробити кінцеву станцію на вулиці Свердлова (нині Полтавський Шлях), інший кінець лінії розташували біля заводу «Електроважмаш».
У виробництві картографічних матеріалів взяли участь інститут «Харківпроєкт», управління головного архітектора та інститут «УкрНДІІНТВ». Інженерно-геологічні роботи виконували Укрбурвод, Харківська комплексна геологічна експедиція тресту «Дніпрогеологія», Харгіпротранс, Гідропроєкт, Теплоелектропроєкт, Південгіпрошахт, Південгіпроруда, Трансводобуд, ПромтрансНДІпроєкт, Гіпротракторосільгоспмаш, Гіпросталь, ХарківГДІНТІЗ, ВодоканалНДІпроєкт, Укрнафтогазрозвідка. Також у випробовуваннях брали участь Гіпроцемент та Укргіпрокомунбуд. Виконанням проєктних робіт зовнішніх інженерних мереж, переоблаштуванням підземних комунікацій, благоустроєм території та перекладанням трамвайних шляхів займалися Харківпроєкт, Енергомережпроєкт та Укргіпрокомунбуд разом зі спеціалістами міського комунального господарства.
Навесні 1966 року почалося буріння свердловин для дослідження ґрунтів та їх особливостей. Перші установки були розміщені на Холодній Горі, Південному вокзалі та площі Тевелєва (нині майдан Конституції). Пізніше робітники продовжили ці роботи і в інших частинах лінії. Дані геологічної розвідки були надані проєктувальникам. За початковим планом передбачалося розташувати станцію «Комунальний ринок» біля Благовіщенського собору, а станцію «Центр» — в районі ресторану «Центральний». Однак гідрогеологічні умови місцевості виявилися несприятливими. Під час коригувань вирішили подовжити західну частину лінії до Холодної Гори та побудувати там кінцеву станцію «Вулиця Свердлова», станцію «Комунальний Ринок» розташувати ближче до самого ринку поруч з будівництвом Будинку «Одяг» (нині Будинок торгівлі), а станцію «Центр» розмістити в північній частині площі Тевелєва. 29 квітня 1966 року коригування були затверджені на технічній нараді Харківської міської ради за участі членів Бюро обласного та міського комітетів КПУ, керівників підрядних організацій тощо.
У 1967 році Метрогіпротранс розробив плани та розглядав у перспективі два варіанти будівництва метро — стандартний міський метрополітен та такий, який би передбачав можливість виходу електропоїздів на приміські ділянки залізниці. У такому випадку передбачалося в першу чергу зв'язати район Залютиного з виходом на Люботинський та Золочівський напрямки, а зі сходу під'єднатися до станції «Лосєве» з виходом на Чугуївський напрямок. Цей варіант передбачав би розробку нового рухомого складу, тунелі більшого діаметру та платформи більшої довжини. Досвіду таких проєктів у СРСР було мало, звичайні ж метрополітени на цей діяли у Москві, Ленінграді та Києві.
Виходячи з попередніх розрахунків, до 1980 року планували побудувати 45 км шляхів. Вартість об'єднаних шляхів місто-передмістя оцінювали в 149,3 млн карбованців, а класичного метро — у 216,9 млн карбованців. У покращеного варіанту спостерігався менший бюджет та менший строк окупності. Тож було прийняте рішення зупинитись на об'єднаному варіанті. Серед переваг також зазначалася зручність — люди з передмістя могли без пересадок дістатися до міста. Однак під час детального опрацювання виявили і недоліки. Головним була розробка нової моделі електропоїздів, доручена Ризькому вагонобудівному заводу. Очікувати їх серійного виробництва можна було ще 6-7 років, а Харків потребував термінового вирішення транспортної проблеми. Першому секретарю обласного комітету КПУ Григорію Ващенко вдалося захистити ідею внутрішнього метро перед Головою Ради міністрів СРСР Олексію Косигіну. Після цього Політбюро ЦК КПУ погодило класичний варіант, а після нього і Головне управління експертизи при Держбуді СРСР. Було зазначено, що внутрішній варіант метрополітену дозволить використовувати перевірені поїзди та забезпечити безперебійний графік їх руху. В лютому 1967 року Рада міністрів УРСР подала проєктне завдання до Ради Міністрів СРСР.
Згідно планів 1967 року другою чергою виступила би частина Олексіївської лінії, яка би на станції «Центр» перетнулася зі Свердловсько-Заводською линією та продовжилася би на північ станціями «Сад імени Шевченка» (нині станція «Університет»), «Площа імені Дзержинського» (нині станція «Держпром»), «Гірський інститут» (нині станція «Наукова»), «Ботанічний сад», «Павлове Поле» (нині станція 23 Серпня), «станція без назви» (нині станція «Олексіївська»), «Олексіївка» (нині станція «Перемога»). Також друга черга будівництва передбачала побудову лінії Левада-Аеропорт, між якими планувалися станції «Без назви» (нині проєктована «Державінська»), «Проспект Гагарина» (в подальшому проєктувалася як «Каштанова»), «Байрона» (наразі проєктована «Одеська»), «Основа» (нині проєктована «Мотель „Дружба“»).
Третя черга будівництва Харківського метрополітену передбачала відкриття нової лінії та подовження існуючих. Олексіївську лінію планували продовжити на південь станціями «Без назви» (наразі проєктована «Площа Урицького»), «Завод Шевченка» (наразі проєктована «Новобаварська») та «Новоселівка» (нині проєктована «Новожанове»). Дві розташовані навпроти станції без назв на Олексіївській та Левадській лініях з'єднала би пересадкова станція «Греківська». Також планували подовжити Свердловсько-Заводську лінію до Залютиного в межах будівництва третьої черги. Салтівська лінія на стадії проєктування мала інший вигляд, порівняно з сучасним — планували її трасування на схід від «Саду імені Шевченка» без поворотів, і вона складалася би зі станції «ХПІ» (нині станція «Ярослава Мудрого»), «Харківська набережна», «Журавлівка» (зараз трохи північніше розташована станція «Київська»), «Академіка Павлова», «Автострадна», «Салтівська» та «Сади». Однак розв'язка з «Греківською» виявилася занадто складною, і обидві лінії були зведені на станції «Центр», а Салтівську лінію проклали у напрямку не на схід, а на північний схід.

### Будівництво
Рішення про будівництво першої черги Харківського метрополітену було прийнято 29 квітня 1968 року.
У червні 1968 року до Харкова почали прибувати перші метробудівці з Баку і Києва, гірники з Донецького та Підмосковного вугільних басейнів.
15 липня 1968 року на Слов'янській вулиці, поруч з вокзалом станції Харків-Пасажирський, був закладений перший ствол.
23 серпня, з нагоди 25-річчя вигнання з Харкова нацистів, розпочаті гірничі роботи на станції з умовною назвою «Центр» («Майдан Конституції»).
До кінця грудня 1968 року на будівництві Харківського метрополітену освоєний перший мільйон карбованців.
Наприкінці лютого 1969 року прохідники вийшли на трасу лівого перегінного тунелю між станціями «Майдан Конституції» та «Проспект Гагаріна».
11 серпня розпочав працювати перший на Харківському метробуді прохідницький щит. У серпні 1969 року розпочали будувати односклепінну станцію «Центральний ринок».
Великою подією була перша збійка, здійснена 10 квітня 1970 року. Тоді прокладений в обводнених ґрунтах від Подільського мосту лівий перегінний тунель зістикувався з тунелем станції «Майдан Конституції».
У жовтні 1970 року було організовано управління будівництва Харківметробуд, до складу якого увійшли два будівельно-монтажних управління, переведені з Центральної Азії будівельно-монтажний поїзд, завод залізобетонних конструкцій, автобаза, контора експлуатації, прокату і ремонту устаткування.
Перший пробний метропоїзд пройшов по трасі ввечері 30 липня 1975 року, а 21 серпня Державна комісія підписала акт про прийняття в експлуатацію першої ділянки першої черги Харківського метрополітену з оцінкою «відмінно». Обсяги робіт, виконані на будівництві першої дільниці, характеризують наступні цифри: прокладено понад 23 км тунелів, збудовано 8 підземних станцій трьох різних типів, розроблено понад 1,3 млн м³ ґрунту, укладені близько 190 000 м³ монолітного та збірного залізобетону, 31 000 м² мармуру та граніту. Будівництво першої ділянки велося в складних гідрогеологічних умовах: 6 станцій та 7 км перегонів побудовані у пливунах та інших обводнених ґрунтах, тунелі прокладені під двома річками, густонаселеними міськими кварталами, магістралями з інтенсивним рухом транспорту.
22 серпня 1975 року на станції «Московський проспект» відбувся багатолюдний мітинг, на якому начальник Харківметробуду Г. О. Братчун передав символічний ключ від підземної магістралі першому начальнику Харківського метрополітену М. Я. Безсонову, а 23 серпня 1975 року, в день 32-річниці визволення Харкова від німецько-фашистських загарбників, розчинились двері метрополітену для містян. У цей день метрополітен перевіз перші 413 тис. пасажирів.
23 серпня 1975 року було відкрито першу чергу Харківського метрополітену — ділянку Свердловсько-Заводської лінії (нині — «Холодногірсько-Заводська») завдовжки 9,8 км з вісьмома станціями від «Вулиця Свердлова» (нині — станція «Холодна гора») до станції «Московський проспект» (нині — «Турбоатом»).

### Перші роки діяльності
До березня 1976 року колектив експлуатаційників завершив весь обсяг робіт з освоєння та налагодження устаткування першої пускової ділянки, яка повністю вийшла на проєктні показники. Швидкість сполучення досягла 40,4 км/год. Інтервал між поїздами у години «пік» скоротився до трьох хвилин. До кінця першого року роботи Харківського метрополітену середньодобовий обсяг перевезень становив близько 300 000 пасажирів (понад 10 % загального обсягу перевезень всіма видами міського транспорту Харкова). У жовтні 1986 року члени державної комісії прийняли три станції метрополітену: «Академіка Павлова», «Студентська» та «Героїв Праці» — дільницю завдовжки 3,6 км; перших пасажирів станції прийняли 23 жовтня 1986 року.

### Продовження будівництва
Метрополітен щороку перевозить понад 200 мільйонів пасажирів:
| Роки | Кількість пасажирів, млн |
| ---- | ------------------------ |
| 2008 | 282,3                    |
| 2009 | 239                      |
| 2010 | 247,1                    |
| 2011 | 250,1                    |
| 2018 | 223                      |

Рішення про передачу державного підприємства «Харківський метрополітен» у комунальну власність м. Харкова було прийнято 6 травня 2009 року на засіданні Кабінету Міністрів України. Але Кабінет Міністрів України передав державне підприємство в комунальну власність Харкова тільки 27 серпня 2009 року. Офіційно ж передали у власність міста Харкова метрополітен 25 вересня під час підписання акта про прийом-передачу цілісного майнового комплексу за участі керівників структурних підрозділів Харківської міської ради, представників метрополітену, Міністерства транспорту та зв'язку України, міськБТІ, профспілки. Остаточне рішення про прийняття метро в комунальну власність міста міська рада розглянула на сесії 30 вересня, ухваливши рішення про реорганізацію шляхом перетворення державного підприємства «Харківський метрополітен» у комунальне підприємство «Харківський метрополітен». Метрополітен перейшов у сферу управління Департаменту транспорту та зв'язку виконкому Харківської міської ради.
Харківський метрополітен у 2009 році зайняв 33 місце у рейтингу 53 метрополітенів світу, пасажиропотік яких перевищує 50 млн осіб на рік. Також метрополітен посів перше місце у 2009 році серед підприємств державної форми власності за критерієм «обсяг реалізованої продукції» і визнаний «Державним підприємством року» за основним видом діяльності КВЕД 60.2 «Діяльність іншого наземного транспорту».

### Сучасний розвиток

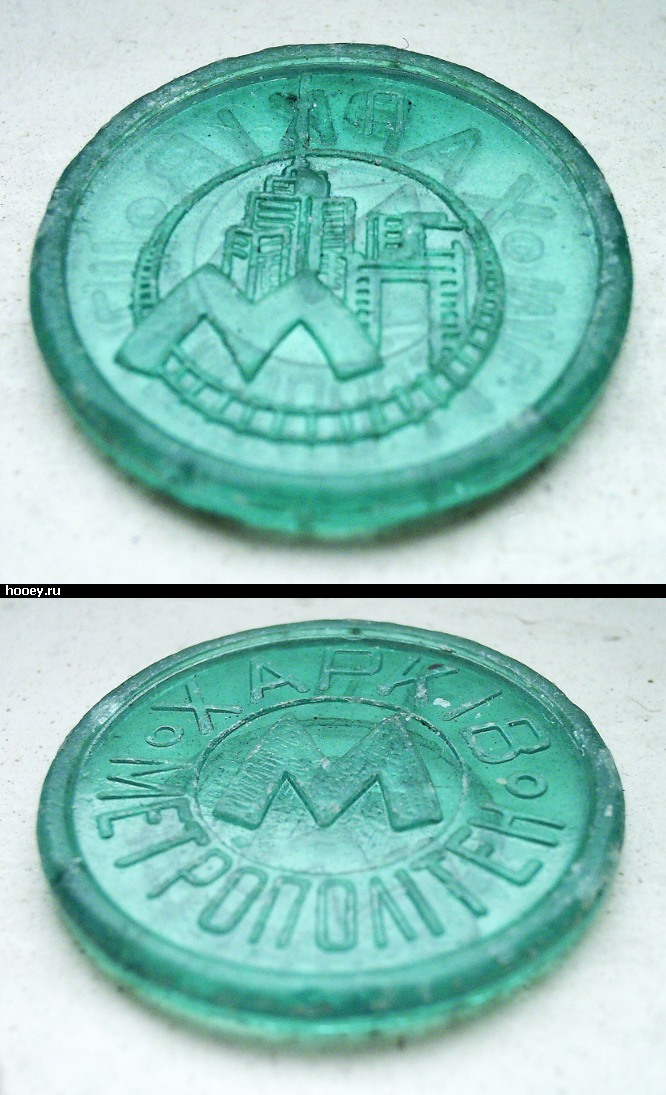
Останній дизайн жетона Харківського Метрополітену

З 2016 року, після введення в експлуатацію станції «Перемога», почалося будівництво на ділянці «Метробудівників» — «Одеська». Будівництво третьої ділянки Олексіївської лінії від станції «Метробудівників» до ст. «Одеська» (буде розташована на перетині проспекту Гагаріна та вулиці Одеської) буде проводитися відкритим способом у котловані з огородженням зі шпал. Будувати станцію «Державінська» (буде розташована на Аерокосмічному проспекті в районі перехрестя вулиці Чугуївської та провулку Золотого) будуть без перебудови руху міського транспорту. Тунелі між станціями «Державінська» й «Одеська» заплановано будувати закритим способом. Загальна протяжність ділянки метрополітену в бік Одеської, що будується, становить 3,5 км. Протяжність кожного станційного комплексу — 650—700 м з урахуванням платформи, двох вестибюлів, камер вентиляції і тягової підстанції. Після введення в експлуатацію третьої ділянки довжина Олексіївської лінії становитиме 14,4 км. Добові пасажиропотоки на станції «Державінська» очікуються в обсязі 40 тис. осіб і на станцію «Одеська» — 160 тис. осіб. Водопостачання станцій заплановано робити за рахунок міських водогінних мереж. Проєкт реалізується за рахунок коштів міста, кредитних коштів Європейського банку реконструкції та розвитку (160 млн євро) і Європейського інвестиційного банку (160 млн євро)

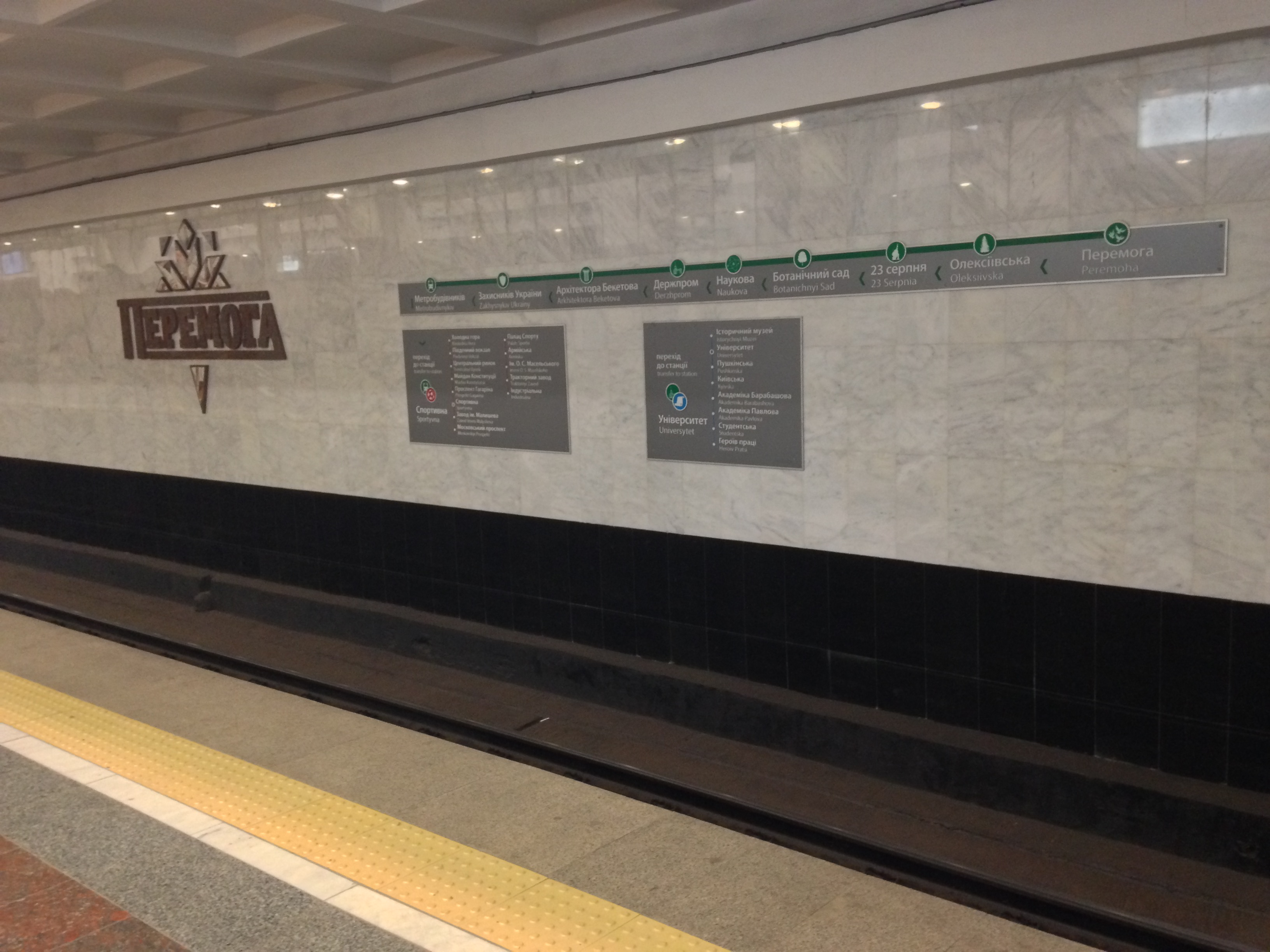
Станція «Перемога», яка відкрита 2016 року

Будівництво метро в бік аеропорту можливе як надземне, лінію будуватимуть на естакаді по розділовій смузі проспекту Гагаріна. Зокрема, на деяких ділянках цього напряму неможливе підземне будівництво метро, тому що винос комунікацій дуже коштовний, а також через небажання зносу приватного сектору.

Логотип концерту симфонічного оркестру 19-20 квітня 2009 року на станції «Університет»

Навесні 2019 року про готовність брати участь у тендерах на будівництво п'ятої черги третьої лінії Харківського метрополітену та електродепо «Олексіївське» та на закупівлю 85 вагонів рухомого складу заявила компанія Hyundai Corporation.
Станом на березень 2020 року місто вже побудувало два перегінних тунелі сполучної гілки між станцією «Перемога» та майбутнім електродепо протяжністю 202 м та провело благоустрій над цими тунелями. Місто розчищає територію для будівництва метро від споруд. Майданчик під станцію метро «Одеська» вже готовий, демонтаж і вивіз сміття на місці станції «Державінської» заплановано завершити до квітня. Проєкти з будівництва двох нових станцій затверджені, пройшли державну і екологічну експертизи і готові для проведення міжнародних торгів для визначення генпідрядника будівництва.
Південна залізниця 25—26 вересня 2009 року представила проєкт будівництва в Харкові швидкісного трамвая, що зв'яже залізничну станцію Харків-Левада з аеропортом. Довжина лінії — 11,4 км, на ній п'ять зупинок, час руху в один кінець — 20 хвилин. Вартість проєкту — 600 млн гривень, будівництво можна здійснити за 1,5-2 роки, заплановано використати вітчизняні й закордонні трамваї.
З 23 квітня 2025 року почалось тестування поїзда метро із новим забарвленням. Замість білої лінії — тепер жовта, між вікнами та дверима розташовані герби України та Харкова, а візерунок на дверях виконаний у жовто-синіх кольорах.

#### Перспективні напрямки розвитку
Холодногірсько-Заводська:
- «Пісочин»
- «Нова Баварія»
- «Залютине»
- «Будинок офіцерів»
- «Східна»
- «Роганська»
- «Південна»

Салтівська:
- «Дружби Народів» («Леся Сердюка»)
- «Площа Урицького» («Воксресенський майдан», «Воскресенська», «Нетіченська», «Цирк», «Гімназійна»)
- «Жовтнева» («Москалівська», «Новобаварська»)
- «Новожанове» («Новоселівка»)

Олексіївська:
- «Державінська» («Дмитра Коцюбайла»)
- «Каштанова»
- «Одеська»
- «Мотель „Дружба“»
- «Аеропорт»

Салтівсько-Заводська лінія (Кільцева лінія):
- «Караван» («Салтівська»)
- «Героїв Праці-2»
- «Східна Салтівка»
- «Проспект Тракторобудівників»
- «602 мікрорайон»
- «Імені О. С. Масельського-2» (стара назва «Індустріальна-2», але нині назву («Індустріальна») передано іншій станції Холодногірсько-Заводської лінії, яка до 17 травня 2016 мала назву «Пролетарська»)

## Сьогодення

### Станції

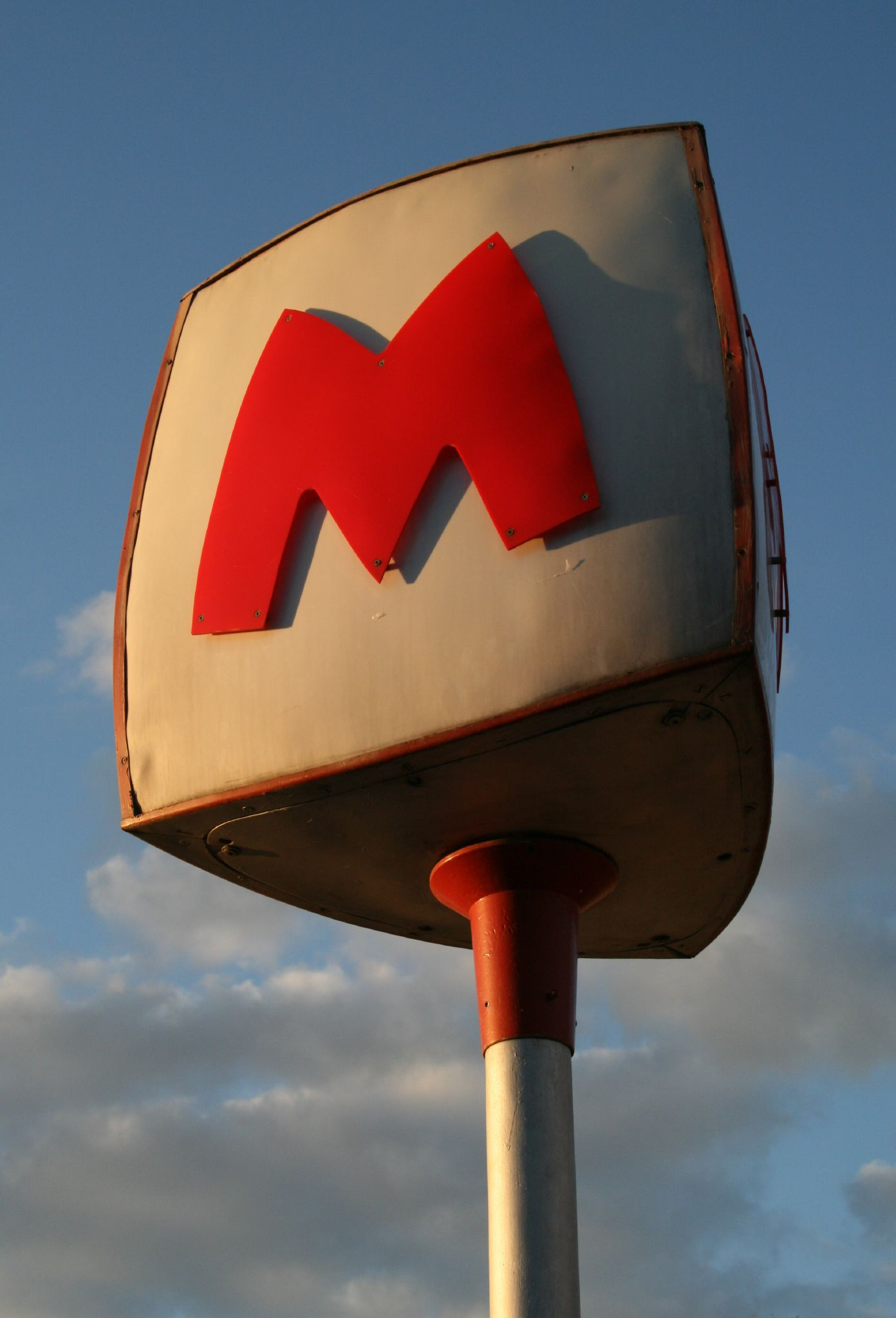
Знак Харківського метрополітену біля входу в підземний перехід станції

Наразі в Харківському метрополітені 30 станцій із трьома підземними пересадочними вузлами в середмісті. Усі станції Харківського метрополітену є підземними. З них 6 станцій — глибокого закладення і 24 — мілкого.
Серед станцій глибокого залягання 3 — пілонного типу («Ярослава Мудрого», «Вокзальна», «Майдан Конституції»), 2 колонно-пілонних («Архітектора Бекетова», «Держпром») та 1 колонна («Історичний музей»). Серед станцій мілкого залягання більшість колонного типу, окрім 8 односклепінних («Захисників України», «Академіка Павлова», «Київська», «Тракторний завод», «Армійська», «Турбоатом», «Спортивна», «Центральний ринок»). Усі станції мають острівні платформи.
Найглибшою є станція «Ярослава Мудрого», яка розташована на глибині 35 метрів. Найдовший перегін між станціями «Київська» —«Академіка Барабашова» (2 407 метрів), найкоротший — «Архітектора Бекетова» — «Держпром» (771 м).
Пасажирів метрополітену обслуговує 47 ескалаторів на 13 станціях.
Станції «Вокзальна», «Левада», «Тракторний завод» та «Індустріальна» мають виходи до залізничних станцій (Харків-Пасажирський, Харків-Левада, Лосєве, Лосєве ІІ відповідно), а станція «Заводська» розташована у безпосередній близькості від залізничної станції Харків-Слобідський.

#### Перейменовані станції

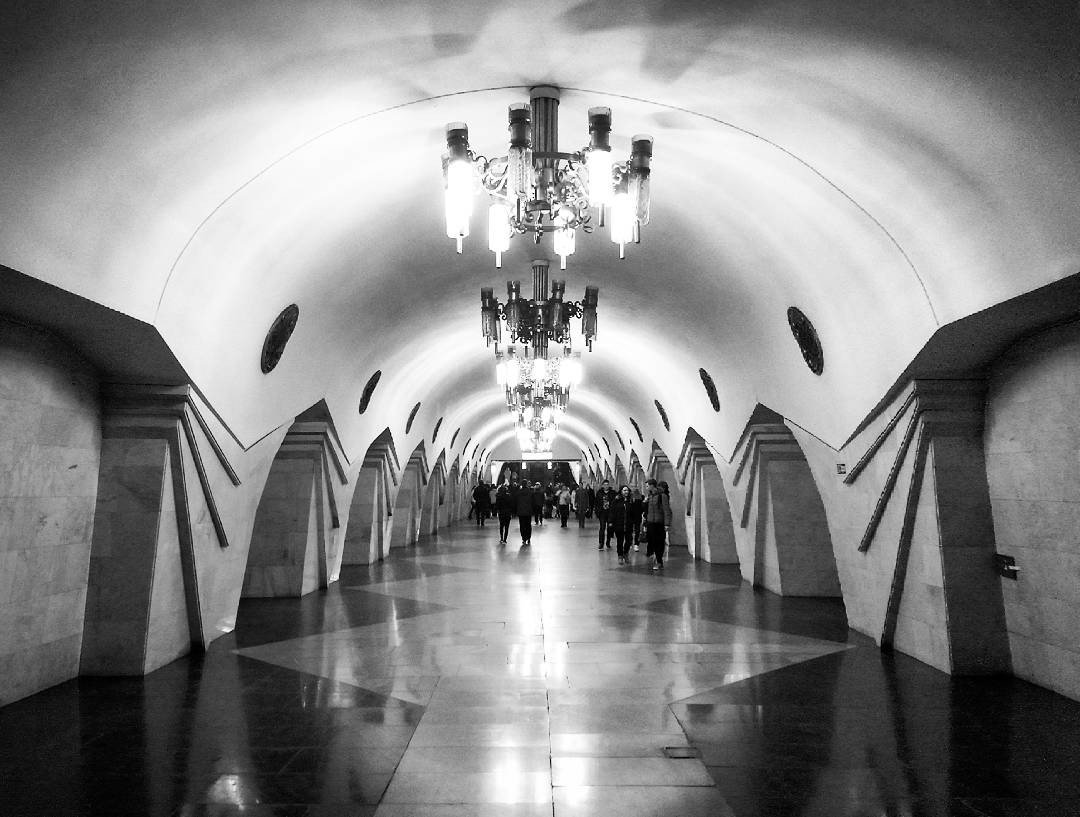
Станція метро «Ярослава Мудрого»

- 27 серпня 1991 року — «Дзержинська» в «Університет».
- 6 травня 1994 року — «Комсомольська» в «Маршала Жукова».
- 10 серпня 1995 року — «Вулиця Свердлова» в «Холодна Гора».
- 16 червня 2000 року — «Метробудівників» в «Метробудівників ім. Г. І. Ващенка».
- 19 листопада 2003 року — «Барабашова» на «Академіка Барабашова»
- 25 лютого 2004 року — «Індустріальна» в «Імені О. С. Масельського».
- 20 листопада 2015 року — «Радянська» в «Майдан Конституції».
- 17 травня 2016 року — «Маршала Жукова» в «Палац Спорту».
- 17 травня 2016 року — «Радянської армії» в «Армійська».
- 17 травня 2016 року — «Пролетарська» в «Індустріальна».
- 17 травня 2016 року — «Метробудівників ім. Г. І. Ващенка» в «Метробудівників».
- 17 травня 2016 року — «Площа Повстання» в «Захисників України».
- 16 жовтня 2019 року — «Московський проспект» в «Турбоатом».

- 26 квітня 2024 року — «Пушкінська» в «Ярослава Мудрого».
- 26 квітня 2024 року — «Південний Вокзал» на «Вокзальна»[26].
- 26 липня 2024 року — «Героїв Праці» на «Салтівська»[27]
- 26 липня 2024 року — «Завод імені Малишева» на «Заводська»[27]
- 26 липня 2024 року — «Проспект Гагаріна» на «Левада»[27]

### Кінцеві станції

Історія розвитку Харківського метрополітену

|     | Станція                | Кінцева з      | Кінцева по     |
| --- | ---------------------- | -------------- | -------------- |
| .1. | «Холодна гора»         | 23 серпня 1975 | Понині         |
| .1. | «Турбоатом»            | 23 серпня 1975 | 11 серпня 1978 |
| .1. | «Індустріальна»        | 11 серпня 1978 | Понині         |
| .2. | «Історичний музей»     | 11 серпня 1984 | Понині         |
| .2. | «Академіка Барабашова» | 11 серпня 1984 | 24 жовтня 1986 |
| .2. | «Салтівська»           | 24 жовтня 1986 | Понині         |
| .3. | «Метробудівників»      | 6 травня 1995  | Понині         |
| .3. | «Наукова»              | 6 травня 1995  | 21 серпня 2004 |
| .3. | «23 Серпня»            | 21 серпня 2004 | 21 грудня 2010 |
| .3. | «Олексіївська»         | 21 грудня 2010 | 25 серпня 2016 |
| .3. | «Перемога»             | 25 серпня 2016 | Понині         |

### Лінії
Нині Харківський метрополітен має три лінії, експлуатаційна довжина яких сягає близько 38,1 км. Лінії метрополітену перетинають усі 9 районів міста, проте кількість станцій нерівномірна: у Шевченківському — 8 станцій, у Київському — 6, у Салтівському та Немишлянському — по 4, у Слобідському та Холодногірському — по 4, в Індустріальному — 2, у Новобаварському та Основ'янському — лише по одній станції.
| # | Назва                    | Кінцеві станції                   | Колір    | Введена в дію | Кількість станцій | Довжина (км) |
| - | ------------------------ | --------------------------------- | -------- | ------------- | ----------------- | ------------ |
| 1 | Холодногірсько-Заводська | «Холодна гора» — «Індустріальна»  | Червоний | 23.08.1975    | 13                | 17           |
| 2 | Салтівська               | «Історичний музей» — «Салтівська» | Синій    | 11.08.1984    | 8                 | 10           |
| 3 | Олексіївська             | «Метробудівників» — «Перемога»    | Зелений  | 06.05.1995    | 9                 | 11,1         |
|   | Всього:                  |                                   |          |               | 30                | 38,1         |

#### Холодногірсько-Заводська лінія
Холодногірсько-Заводська лінія (до 1995 року — Свердловсько-Заводська) — перша лінія Харківського метрополітену, на схемах позначена червоним кольором. Лінія проходить через все місто із заходу на південний схід. Трасування було продумане таким чином, щоб лінія з'єднала між собою: центр міста, три залізничні вокзали, чотири автовокзали, ряд великих промислових підприємств Харкова, центральний ринок, стадіон «Металіст». Лінія обслуговує житлові масиви Холодна гора, Нові будинки, ХТЗ, а також дві головні магістралі міста — вулиця Полтавський Шлях та проспект Героїв Харкова.
Наразі лінія має 13 станцій, її протяжність становить 17,3 км. Найглибша станція — «Майдан Конституції» (26 м). Найзавантаженіша станція — «Холодна гора» (58,3 тис. осіб на добу). Лінія обслуговується електродепо ТЧ-1 «Немишлянське», яке розташоване біля станції «Турбоатом». Лінією курсують п'ятивагонні склади поїздів.
Назва лінії походить від назви станції «Холодна гора» та численних заводів, для зв'язку з якими вона і була побудована. Колишню назву лінії також було утворено від попередньої назви станції — «Вулиця Свердлова». У перспективі заплановано продовження лінії на захід на одну станцію в бік району Залютино, і на дві станції на схід в сторону житлового масиву Рогань. У дуже віддаленій перспективі можливе подальше продовження на захід в район Нова Баварія або в селище Пісочин.

### Хронологія запуску станцій
- 1975 — «Вулиця Свердлова» — «Московський проспект» (8 станцій)
- 1978 — «Московський проспект» — «Пролетарська» (5 станцій)
- 1984 — «Історичний музей» — «Барабашова» (5 станцій)
- 1986 — «Барабашова» — «Героїв Праці» (3 станції)
- 1995 — «Метробудівників» — «Наукова» (5 станцій)
- 2004 — «Наукова» — «23 Серпня» (2 станції)
- 21 грудня 2010 — «23 Серпня» — «Олексіївська» (1 станція)
- 19 серпня 2016 — «Олексіївська» — «Перемога» (1 станція)[31]
- 2028+ (заплановано) — «Державінська» — «Одеська» (2 станції)

### Мова оголошень
Спочатку станції оголошували тільки панівною в СРСР російською мовою, у той час, як усі написи на станціях першої лінії були українською (частково русифіковано в другій половині 1980-х років, до 1997 року у назвах станцій та інформаційних табличках повністю відновлено українську мову, під час підготовки до Євро-2012 дубльовано латиницею.).
1987 року перейшли на двомовні оголошення, а з 1993 року — лише українською.
2012 року під час проведення Євро-2012 оголошення здійснювалися українською та англійською мовами. Після закінчення Євро-2012 оголошення англійською мовою були припинені.
28 листопада 2021 року на платформі станції «Київська» помер заслужений журналіст і диктор Харківського радіо Вірченко Юрій Васильович, голосом якого здійснювалося оголошення на станціях та у вагонах метро понад 40 років — з дня відкриття метрополітену і до 2016 року.

### Оплата проїзду
Проїзд в метро коштує 8 грн. Його можна оплатити:
- картою «E-ticket»;
- разовим паперовим квитком зі штрих-кодом;
- безконтактною банківською картою (а також смартфоном або іншим пристроєм з підтримкою NFC) на турнікетах синього кольору;

#### Хронологія зміни вартості та способів оплати
Після заяви мера Харкова Геннадія Кернеса стосовно можливого підвищення вартості проїзду у метро з 1,00 до 2,00 гривень, керівництво Харківського метрополітену звернулось до харків'ян з розумінням поставитись до підвищення через подорожчання вартості електроенергії, комплектуючих та мінімальної заробітної плати.
12 березня 2011 року вартість проїзду Харківським метрополітеном була підвищена з 1,50 грн. до 2,00 гривень за одну поїздку.
22 травня 2013 року виконавчий комітет Харківської міської ради затвердив підвищення вартості проїзду у метро з 2,00 до 3,00 гривень. Зміни були ведені у дію з 23 травня 2013 року.
З 29 березня 2018 року вартість проїзду в метро становить 5,00 гривень.
6 лютого 2019 року рішенням виконавчого комітету Харківської міської ради, вартість проїзду в метрополітені збільшена з 5,00 до 8,00 гривень за одну поїздку. Новий тариф діє з 7 лютого 2019 року. Проте представники Харківського антикорупційного центру подали до суду щодо необґрунтованості підвищення вартості проїзду у харківському метро. Суд підтримав позицію позивачів, зазначивши, що ухвала набуває чинності з моменту її постановлення. Необґрунтованість калькуляції тарифу на проїзд у метро підтвердило Харківське відділення Антимонопольного комітету України. Але міська влада відмовилась виконувати рішення суду та подала апеляцію на це рішення, яку програла. Прокуратура відкрила провадження щодо невиконання міською радою рішення суду та зібрала докази, що підвищення тарифів суперечило процедурі. З метою спонукання міської влади до виконання рішення суду, 21 лютого 2019 року громадські активісти з роздрукованою ухвалою прийшли до метро та заблокували турнікети на станції «Університет» та протягом 40 хвилин пропускали харків'ян за 5 гривень. Станом на кінець березня 2019 року у метро діяли нові тарифи на проїзд, оскільки метрополітен очікував на роз'яснення суду. При цьому у квітні 2019 року Харківська міська рада почала нову процедуру підвищення вартості поїзду до 8 гривень у метро.
Проти подорожчання вартості проїзду в метро вивішувалися протестні банери, відбувались акції протесту невдоволених городян та молоді.
1 березня 2019 року на станції «Держпром» з'явився валідатор системи оплати проїзду єдиною карткою «E-ticket», який почав працювати в тестовому режимі. А 17 квітня 2019 року заступник міського голови Євген Водовозов заявив, що на всіх 30 станціях метро встановлено валідатори системи «E-ticket», які запрацювали у тестовому режимі. Вже за місяць - півтора ця система поступово почне замінювати безконтактні картки. За інформацією журналістів такі валідатори у цей день були відсутні на деяких станціях метрополітену. За даними Харківської міської ради, станом на 4 листопада 2019 року на станціях метрополітену встановлено 160 валідаторів і 81 термінал самообслуговування для продажу і поповнення електронного квитка «Е-ticket».
У листопаді 2020 року на станціях почали з'являтися турнікети синього кольору, де можна сплатити за проїзд за допомогою безконтактних банківських карток а також пристроїв з підтримкою NFC (смартфони, смарт-годинники). Сині турнікети встановлені на усіх станціях, окрім «Київської». На станціях «Турбоатом», «Наукова» та «Тракторний завод» такі турнікети встановлені тільки на одному вестибюлі станції.

### Стільниковий зв'язок
На всіх станціях і в перегонах між ними на всіх чинних лініях діє стільниковий зв'язок оператора «Київстар». У зоні метромосту між станціями «Київська» і «Академіка Барабашова» можна користуватися зв'язком всіх стільникових операторів України. Починаючи з 2013 року покриття мережі Київстар нестабільне, і може зникати на декілька днів на деяких відрізках та станціях метро.
Наприкінці 2014 року мобільним зв'язком «Vodafone» (колишнім «МТС») можна користуватися в харківському метро на всіх станціях та перегонах. У 2018 році оператор почав надавати послугу інтернету стандарту 4G LTE.
У червні 2019 року компанія «Київстар» запровадила зв'язок 4G у харківському метрополітені.

## Рухомий склад

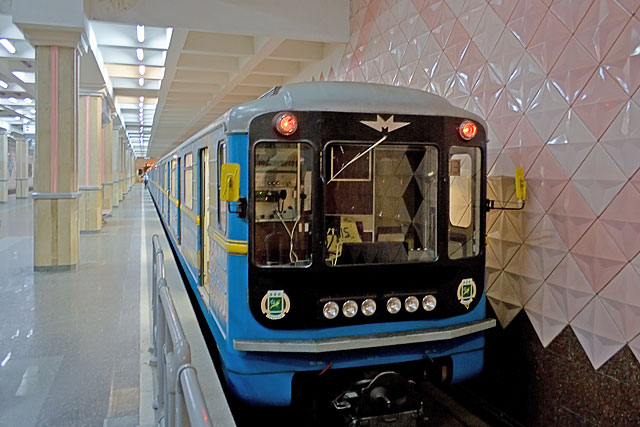
Вагон моделі 81-718 на станції «23 серпня»

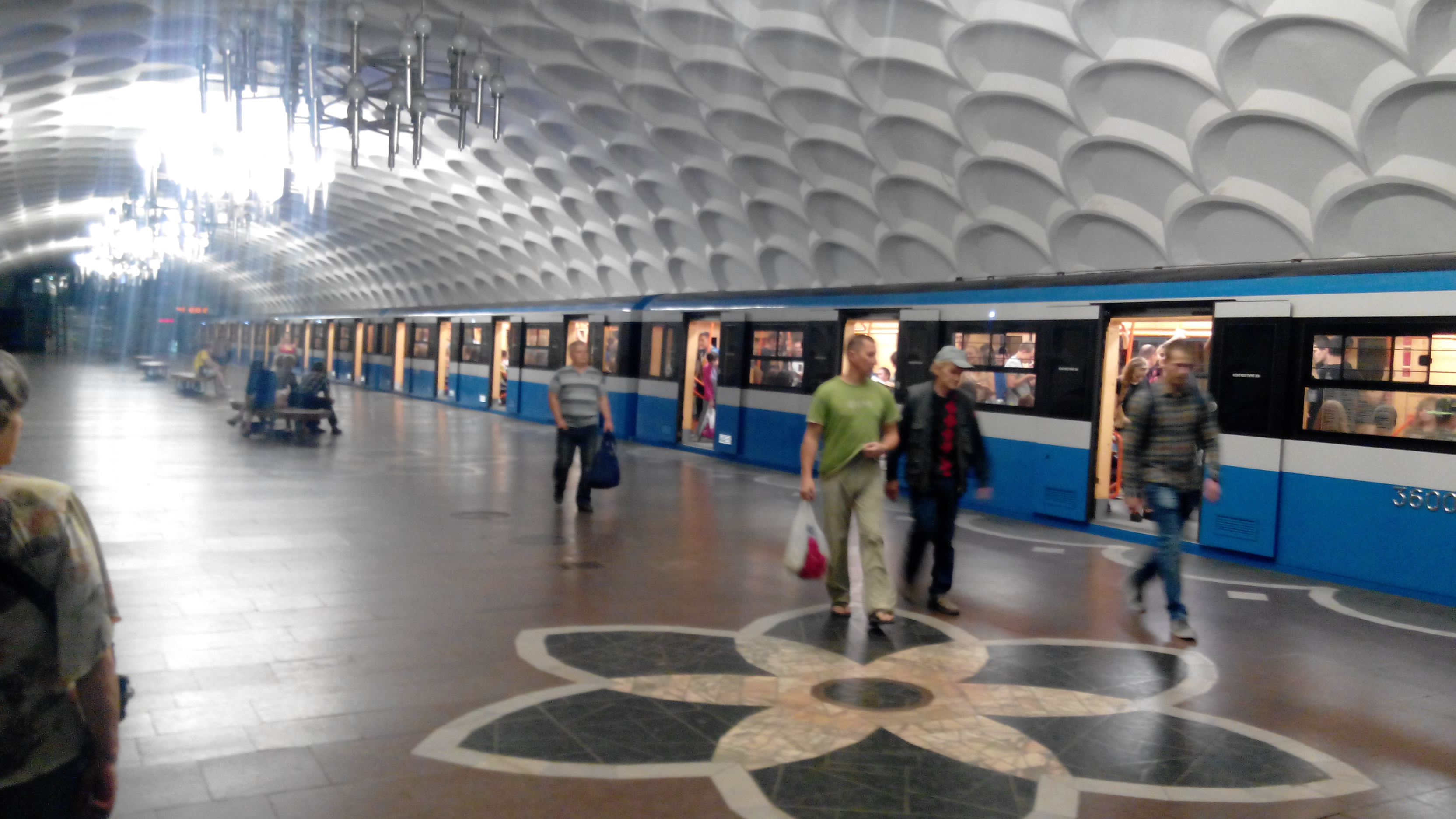
Новий електропоїзд 81-7036/7037 на станції «Київська»

Рухомий склад складається як з вагонів старих типів Еж3 і Ем508Т, так і сучасніших моделей 81-717/714. З 1992 року Харківській метрополітен перейшов на закупівлю вагонів моделі 81-718/719, які відрізняються вищими техніко-економічними показниками та комфортом. У «підземці» експлуатується 321 вагон. Обслуговується рухомий склад двома депо — ТЧ-1 «Немишлянське» і ТЧ-2 «Салтівське». Будівництво третього електродепо ТЧ-3 «Олексіївське» знаходиться на підготовчому етапі.
Харківський метрополітен проводить роботи з переоснащення вагонів для людей з обмеженими можливостями. Станом на липень 2015 року на Салтівській лінії було 30 вагонів у 15 поїздах, в яких дивани з однієї сторони одного кінця першого та останнього вагонів були демонтовані, і встановлені поручні.

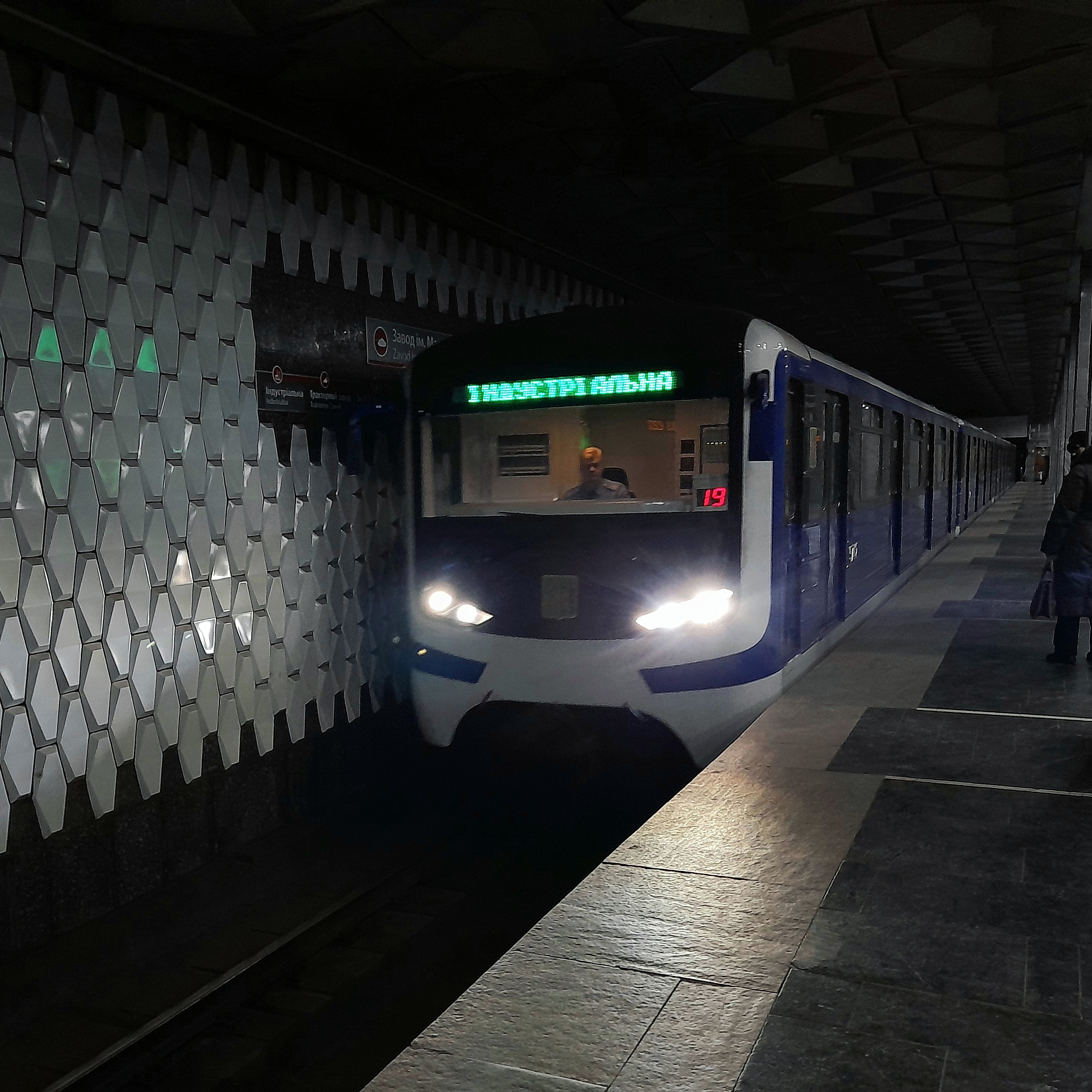

У липні 2015 року метрополітен отримав новий потяг 81-7036/7037, який було запущено до роботи 21 серпня на Салтівській лінії.
2019 року місто планує придбати 7 нових поїздів, це близько 37 вагонів.
З 2017 року почалося оновлення рухомого складу силами метрополітену на модернізовані вагони 81-710.1.
У травні 2019 року метрополітен оголосив тендер на ремонт 328 вагонів з метою заміни обладнання на сучасне та встановлення систем відеоспостереження салону, пожежогасіння, кондиціонування кабіни машиніста, електронних табло і охоронної сигналізації. Також заплановано подовжити термін експлуатації 139 вагонів на 20 років. Очікувана вартість ремонту, який має бути виконаний до кінця жовтня 2021 року, — 360 млн грн.
- Електропоїзд Еж-3/Ем-508Т в оформленні «75 років Великої Перемоги» на Холодногірсько-Заводській лінії
- Оновлений електропоїзд Еж-3 моделі 81-710.1 на станціях «Армійська» та «Палац Спорту»
- Новий електропоїзд 81-7036/7037 на станції «Ярослава Мудрого»

### Інтервал руху
- «Літній графік». У робочі дні рух Салтівською та Холодногірсько-Заводською лініями здійснюється з максимальною парністю 24 пари поїздів на годину (за добу Салтівською лінією проходить 523 поїзди, а Холодногірсько-Заводською — 503 поїзди, мінімальний інтервал руху становить 2 хвилини 20 секунд на Холодногірській лінії та 1 хвилина 30 секунд на Салтівській). Мінімальний інтервал застосовується в «години пік» з 07:00 до 09:00.
- «Зимовий графік». Максимальна парність поїздів на Холодногірсько-Заводській і Салтівській лініях у 26 пар поїздів на годину (за добу Салтівською лінією проходять 632 поїзди, а Холодногірсько-Заводською лінією — 609 поїздів, мінімальний інтервал — 1 хвилина 30 секунд і 3 хвилини відповідно). «Години пік» визначаються часом з 7:00 до 10:30 ранку.
- «Осінній графік»[70]. Мінімальний інтервал між поїздами в ранкові години пік у робочі дні на Холодногірсько-Заводській і Салтівській лініях становить 2 хвилини).

Рух Олексіївською лінією здійснюється із максимальною технічно можливою парністю — 12 пар поїздів на годину.
З 23:00 до 00:00 інтервал руху на всіх трьох лініях максимальний і складає 15—20 хвилин (восени 2013 року становив 16 хвилин).

### Електродепо

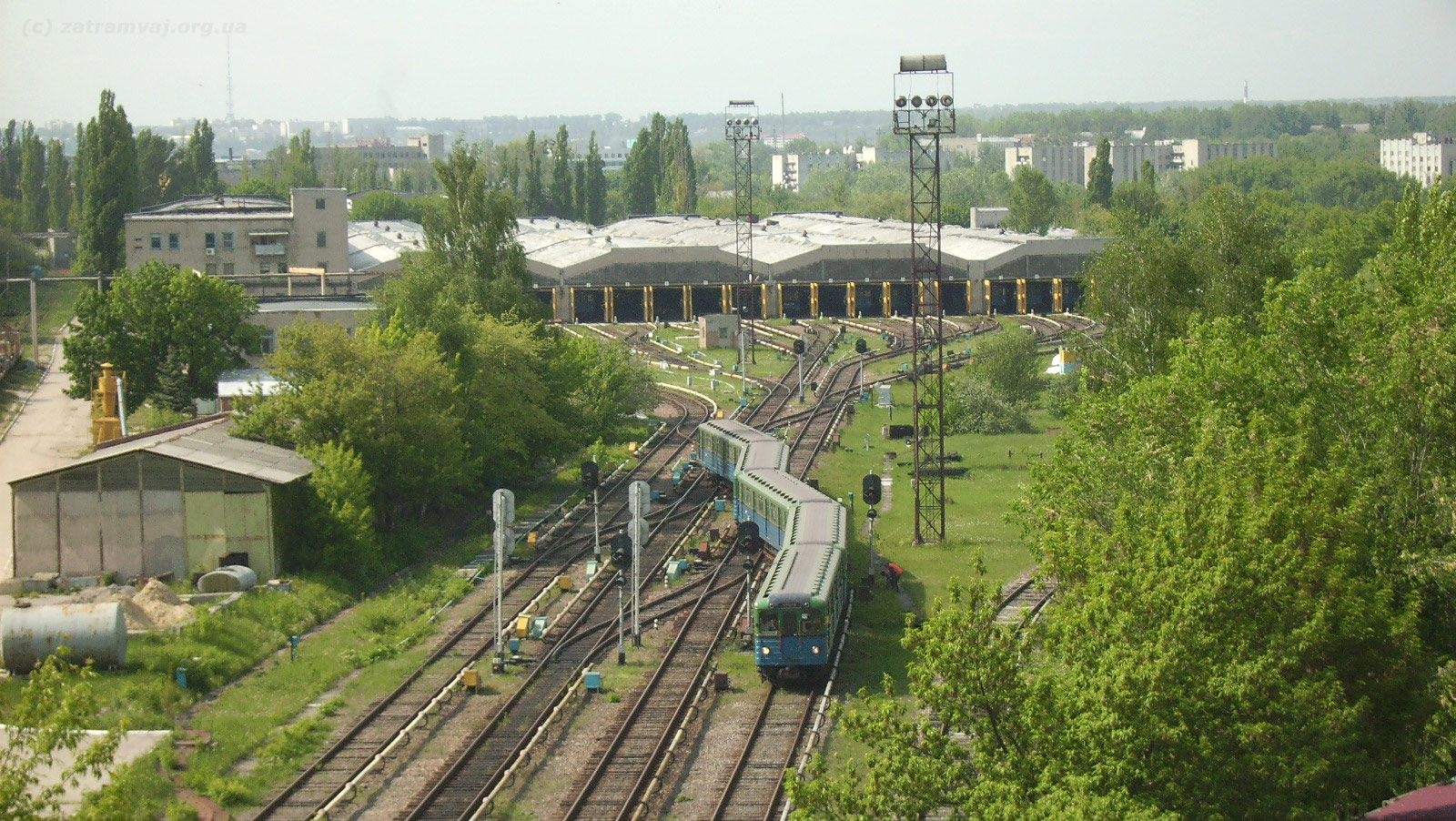
Електропоїзд Еж-3 на виїзді з електродепо «Немишлянське»

Харківський метрополітен обслуговується двома електродепо. Заплановано збудувати третє депо Олексіївське за станцією Перемога.
| Електродепо         | Дата відкриття | Пасажирський рухомий склад                     |
| ------------------- | -------------- | ---------------------------------------------- |
| ТЧ-1 «Немишлянське» | 30 червня 1975 | Еж-3/Ем-508Т, 81-717/714, 81-718/719, 81-710.1 |
| ТЧ-2 «Салтівське»   | 10 серпня 1984 | 81-717/714, 81-7036/7037                       |

## Цікаві факти
- У серпні 2009 року метрополітен розпочав проводити модернізацію аналогового устаткування центрального поста й станційних пунктів системи часофікації, що працюють із 1975 року. Нова система була синхронізована з єдиною державною системою часу України в режимі «on-line» за допомогою супутникового зв'язку та почала працювати з листопада 2009 року[71].
- Метрополітен відмовився від продажу жетонів через каси у 2010 році[72]. Замість кас на кожній станції встановлені автомати із продажу квитків і автомати для поповнення електронних карток. Встановлення автоматів розпочалося зі станції «Майдан Конституції» Холодногірсько-Заводської лінії[73].
- У ніч з 19 на 20 квітня 2009 року[74] (з 00:30 до 02:00) вперше в історії України й Європи[75] на платформі станції «Університет» відбувся концерт академічного симфонічного оркестру Харківської обласної філармонії під керівництвом Юрія Янка й академічного хору імені В'ячеслава Палкіна. У програмі концерту були класичні твори та мелодії з популярних радянських кінофільмів. Вхід для глядачів був вільним. Близько 6 000 харків'ян побували на цій події. Для безпеки обабіч платформи під час концерту стояли поїзди. Після концерту по всіх лініях метрополітену були пущені поїзди, щоб розвезти відвідувачів на потрібні станції. Сам концерт транслював у прямому ефірі харківський телеканал «Р1»[76].
- Існує альтернативний варіант дизайну Харківського метрополітену. Він був створений 2017 року Лесиком Панасюком. Проєкт редизайну знаходиться на платформі Behance, де можна завантажити оновлену схему метро.[77]